# IMCO

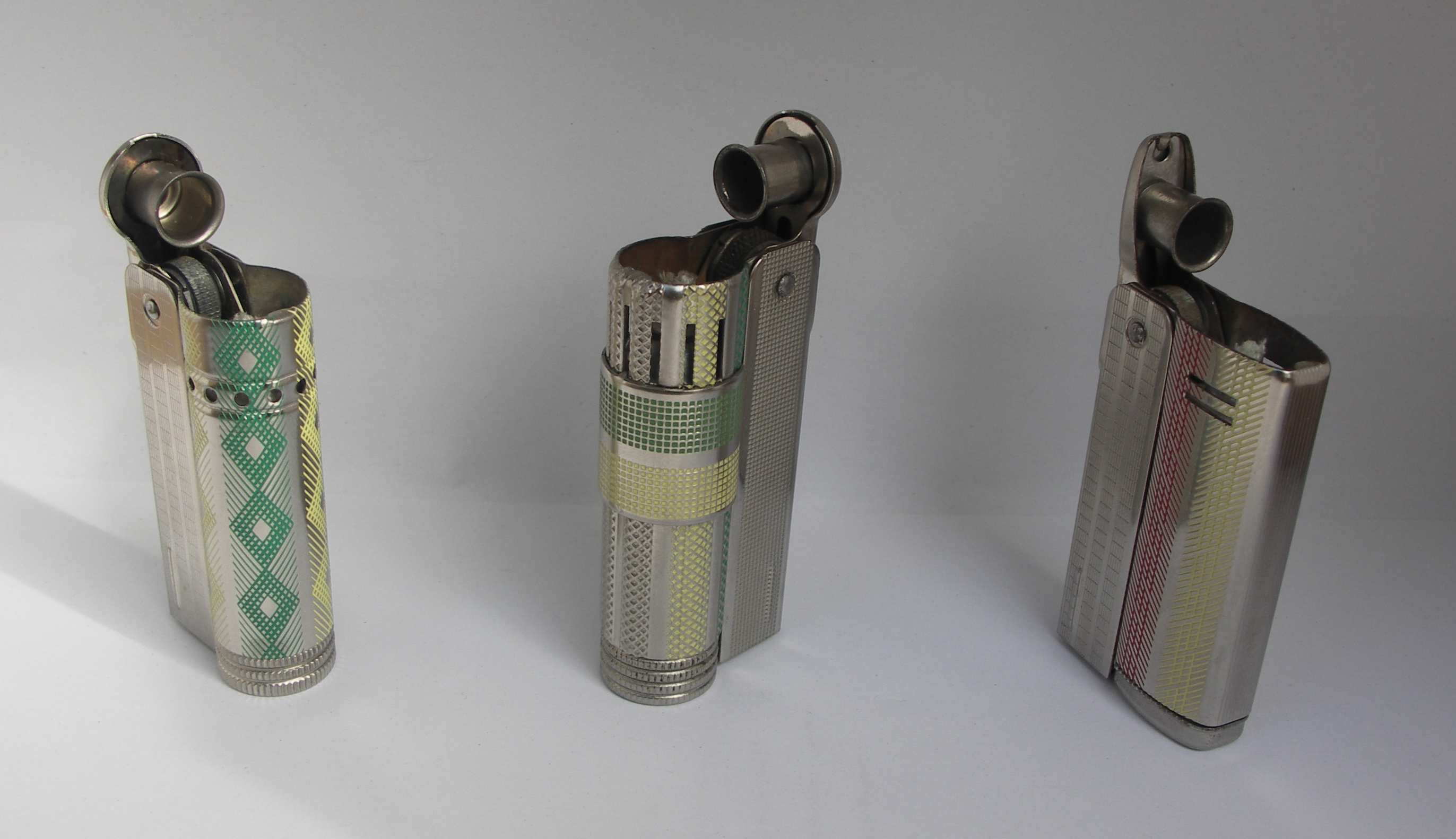
Зліва направо: Imco Triplex Junior, Imco Triplex Super, Imco Streamline

IMCO (також Imco, назва походить від ініціалів імені засновника, Julius Meister & Co., повна назва нім. IMCO Österreichische Feuerzeug- und Metallwarenfabrik GmbH) — одна з найстарших в світі компаній-виробників запальничок (друга після Ронсон).

## Історія
Австрійська фірма була заснована в 1907 році. Свою діяльність вона почала як фабрика по виробництву ґудзиків та фурнітури нім. Österreichische Knopf- und Metallwarenfabrik Julius Meister & Co.. Виробництво запальничок почалось в 1918 році під рекламним лозунгом  англ. "IMCO®, the World's Supreme Lighter since 1918!".

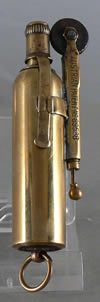
Запальничка Imco IFA Patent Nr. 89538

В 1922 році компанія отримала перший патент, номер 89538. За час існування, компанія розробила і продала більше 70 моделей запальничок. 
Найбільшого успіху досягнула модель IMCO TRIPLEX Super. Фірма IMCO за всю свою історію випустила більше півмільярда запальничок. В той ж час всі витратні матеріали (кремені, гніти, бензин) співпадають з витратними матеріалами запальничок Zippo (вважається, що засновник Zippo Джордж Грант Блейсделл "надихався" запальничками Imco, а саме, Hurricane).
IMCO 4700 Triplex була розроблена в 1937 році, в 1960-х роках механізм був змінений для спрощення автоматизації виробництва, в результаті з'явилась 6700 Triplex Super. В подальшому зміни в Triplex не вносились, що частково було пов'язано з преміальністю бренду. Хоч початкова конструкція цілком визначалась міркуваннями виробництва («в 1930-х роках не було відділів дизайну»; циліндрична форма контейнера для бензину пов'язана з перевикористанням патронних гільз), будь-які зміни в запальничках тривожили покупців, які остерігались підробок (за час існування IMCO підробкою її виборів займались не менш ніж 20 інших компаній). Навіть зміни в упакованні сіяли сумнів, і потому були проведені лише двічі протягом 20 років.
В 1950-х роках випускаються на ринок ще 2 молодші моделі - Junior і Streamline.
Запальничка Triplex постачалась в Збройні сили Третього Рейху - Вермахт, що визначило її повоєнну всесвітню популярність (більше ніж 90% випуску експортувалось).

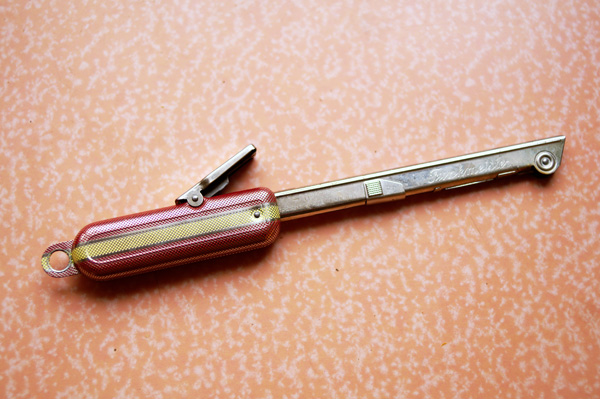
Газова запальничка Функмейстер

Станом на 1970 рік, IMCO була єдиним іноземним виробником, який мав "значний вплив" на ринок запальничок в США. Зафіксовано використання запальничок IMCO в американській армії, проте офіційно вони прийняті не були.
Офіційно вироблялись запальнички 4 стилів:
- Standard Lighters;
- Super Classic Lighters;
- Western Lighters;
- 1960’s Lighters.

Через розташування фабрики в житлових кварталах Відня в 1960-х роках компанія не змогла швидко переключитись на газові запальнички, що ставали популярними, і тому втратила свої конкурентні переваги. З 1988 року компанія належала родині Хаас. Фірма припинила своє існування в 2012 році. В 2013 році японський виробник Windmill Co. викупив торговельну марку IMCO, а також і обладнання фабрики.